# Cyphocottus megalops
Cyphocottus megalops är en fiskart som först beskrevs av Gratzianov 1902.  Cyphocottus megalops ingår i släktet Cyphocottus och familjen Abyssocottidae. Inga underarter finns listade i Catalogue of Life.